# Ту-95
Ту-95 (за кодифікацією НАТО: Bear) — стратегічний бомбардувальник-ракетоносій, розроблений та прийнятий на озброєння в СРСР у 1950-х роках. Ту-95 створювали як аналог американського стратегічного бомбардувальника Convair B-36 «Peacemaker». Цей літак, що став одним із символів Холодної війни, призначався для знищення стратегічних об'єктів у тилу ворога, за будь-яких погодних умов та в будь-який час доби.

## Історія створення
Наприкінці 1940-х — на початку 1950-х років керівництво СРСР побоювалося загрози ядерного нападу з боку США. У розпорядженні Стратегічного авіаційного командування США (англ. Strategic Air Command) знаходився флот дальніх важких бомбардувальників-носіїв ядерної зброї типу B-29, розміщених на авіабазах за межами Америки, а також міжконтинентальні стратегічні бомбардувальники B-36 із турбореактивно-поршневою силовою установкою.
У цей самий час радянські ВПС мали лише далекі бомбардувальники типу Ту-4 — неліцензійні копії американських B-29, які не могли здійснювати польоти з аеродромів на території СРСР до США через недостатню для цього дальність, а придатними закордонними базами СРСР тоді не володів.
16 вересня 1949 року вийшла Постанова Ради Міністрів СРСР № 3929-1608 про створення в ОКБ А. Н. Туполєва дослідного важкого міжконтинентального бомбардувальника «85» (Ту-85 — масштабована версія Ту-4, який був копією американського Boeing B-29 Superfortress). На початку 1951 року перший літак «85-1» вийшов на заводські випробування, але вже наприкінці року програму почали згортати. Незважаючи на досягнуту дальність польоту в 12 000 км, програму випробувань літака було припинено через відсутність перспектив (дві побудовані машини згодом використовувалися в КБ для проведення різних випробувань).
СРСР опинився в досить хиткому політичному становищі, оскільки США вже мали стратегічний міжконтинентальний бомбардувальник Convair B-36, який міг досягнути кордонів СРСР, що ставило під загрозу саме існування СРСР та комуністичної ідеології. Як Туполєвському, так і Мясіщевському конструкторським бюро було висунуто нову вимогу: запропонований бомбардувальник мав мати дальність польоту без дозаправки 8 000 км, достатню, щоб загрожувати ключовим цілям у Сполучених Штатах. Серед інших цілей була здатність доставити бойове навантаження у 11 000 кг до цілі.
Враховуючи таку ситуацію, 11 липня 1951 вийшла постанова Ради Міністрів СРСР № 2396—1137 і наказ Міністерства авіаційної промисловості № 654, що вимагали якнайшвидше розробити радянський стратегічний бомбардувальник, який міг би досягнути території США та атакувати супротивника ядерною зброєю. Розробити новий літак доручено КБ А. Н. Туполєва.
Туполєв зіткнувся з необхідністю вибору відповідного типу силової установки: досвід із Ту-4 показав, що поршневі двигуни не мали достатньої потужності для такого великого літака, а реактивні двигуни АМ-3, призначені для проєктованого міжконтинентального реактивного бомбардувальника Т-4, споживали занадто багато пального, щоб забезпечити необхідну дальність. Турбогвинтові двигуни були потужнішими за поршневі й забезпечували кращу дальність польоту, ніж доступні тоді турбореактивні двигуни, водночас забезпечуючи максимальну швидкість, що знаходилася між цими двома типами. Турбогвинтові двигуни також спочатку були обрані для американського Boeing B-52 Stratofortress, щоб задовольнити вимогу великої дальності, а також для британських літаків далекого радіуса дії, таких як Saunders-Roe Princess, Bristol Brabazon Mk 2 і Bristol Britannia.
Туполєв запропонував встановлення турбогвинтових двигунів, і проєкт Ту-95 із такою конфігурацією був офіційно затверджений урядом 11 липня 1951 року. Він оснащувався чотирма зчленованими турбогвинтовими двигунами Кузнєцова, кожен з яких мав два співвісні (контробертові) чотирилопатеві гвинти, з номінальною потужністю 8 900 кВт (12 000 к.с.).  Цей передовий для свого часу двигун був розроблений німецькою командою колишніх інженерів Junkers під керівництвом Фердинанда Бранднера, які перебували в полоні.
3 серпня 1951 року почалося підготовка робочих креслень майбутнього бомбардувальника і будівництво його дерев'яного макету.
31 жовтня 1951 року комісія ВПС затвердила розроблений проєкт, у грудні того ж року був схвалений і затверджений макет літака. На авіаційному заводі № 156 (Москва) розпочато будівництво двох прототипів літака «95».
Фюзеляж був традиційної конструкції з середньорозташованим крилом, що мало стрілоподібність у 35 ° — такий кут забезпечував проходження головного лонжерона крила через фюзеляж перед бомбовим відсіком. Було встановлено прибиране триопорне шасі, причому всі три стійки прибиралися назад: основні стійки – в подовжені частини внутрішніх гондол двигунів.
До 20 вересня 1952 один з цих літаків у розібраному вигляді перевезли на аеродром міста Жуковський, де його зібрали та розпочали заводські випробування.
12 листопада 1952 екіпаж льотчика-випробувача О. Д. Перельота здійснив перший політ на дослідному зразку «95-1».
До 1953 року випробування літака завершено.
Перші серійні Ту-95 почали надходити на озброєння в 1956 році до 409-го важкого бомбардувального авіаційного полку, аеродром Узин, Українська РСР.

## Конструкція літака
Літак Ту-95 є суцільнометалевим монопланом з чотирма турбогвинтовими двигунами НК-12, розташованими в стрілоподібних крилах. На кожному двигуні встановлено по два співвісні металеві чотирилопатеві гвинти. Літак має електричну систему обігріву кінцівок крила, стабілізатора, кіля і повітряних гвинтів. У середній частині фюзеляжу розташований вантажний відсік. Шасі літака має три стійки. Передня стійка має два негальмівні колеса, а основні стійки оснащені чотирма гальмівними колесами. Основні стійки вбираються в крилові гондоли, носова — у нішу фюзеляжу.
Екіпаж розташовується у двох гермокабінах. Катапульт крісел для членів екіпажу в Ту-95МС не передбачено. У разі потреби екстрена евакуація передньої гермокабіни здійснюється через вхідний люк, розташований у ніші носової стійки шасі. При цьому носова стійка випускається, а частина підлоги кабіни, що схожа на транспортерну стрічку, приводиться в рух від гідроакумуляторів, даючи змогу прискорити евакуацію членів екіпажу. Екстрений вихід із задньої гермокабіни забезпечується через вхідний люк задньої гермокабіни. На випадок вимушеної посадки на воду літак обладнаний рятувальними плотами.
Ту-95 обладнаний найпотужнішими у світі турбогвинтовими двигунами НК-12. Турбіна та редуктор цього двигуна мають рекордно високий коефіцієнт корисної дії. На двигуні НК-12 вперше застосовано єдину систему регульованої подачі палива, сконструйованої в єдиному блоці. Чотири високопотужні двигуни НК-12 роблять Ту-95 одним з найгучніших літаків у світі, що негативно впливає на його непомітність. Цей літак можуть помітити навіть гідроакустичні системи підводних човнів, що перебувають на бойовій глибині занурення.

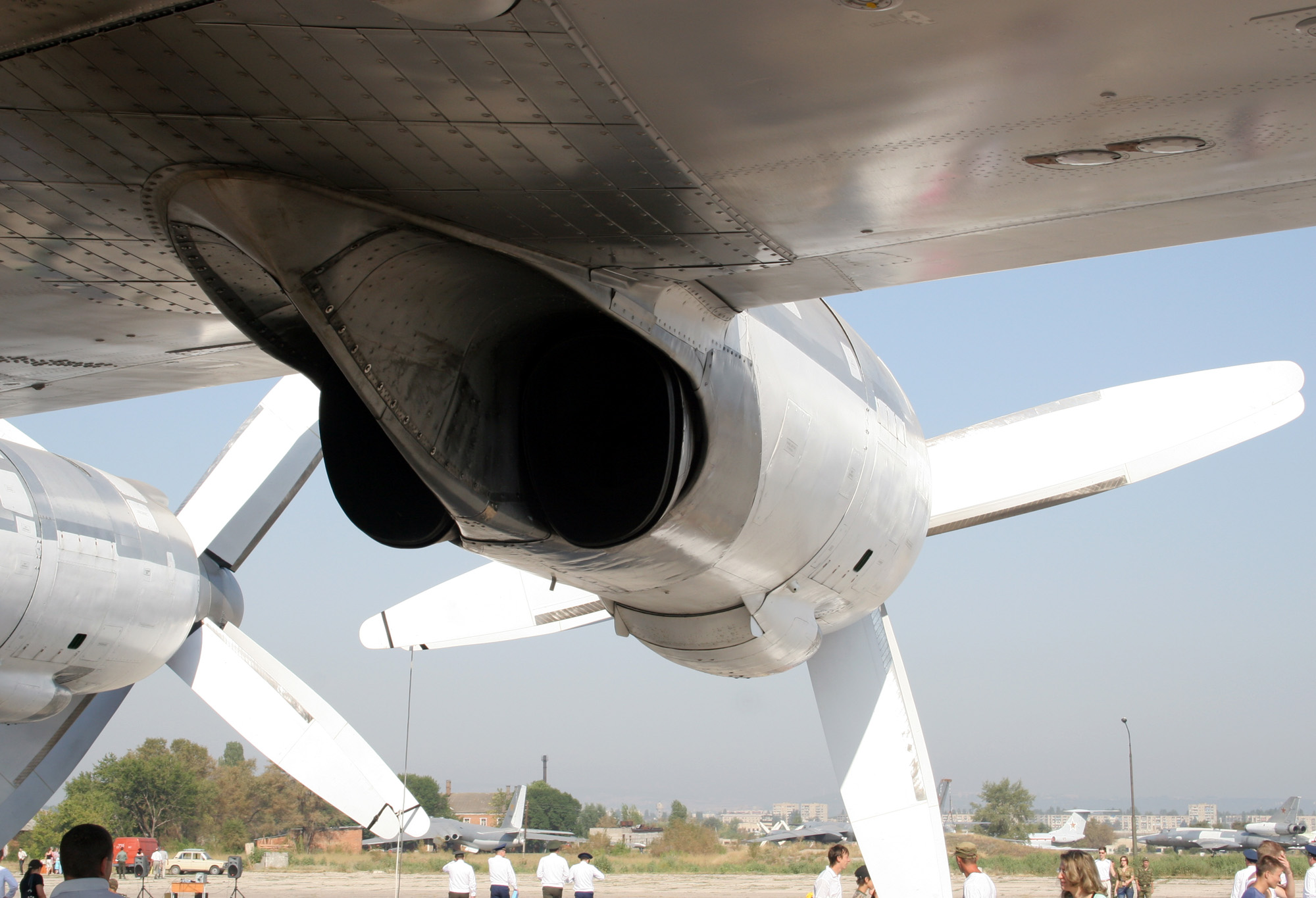
Двигун НК-12
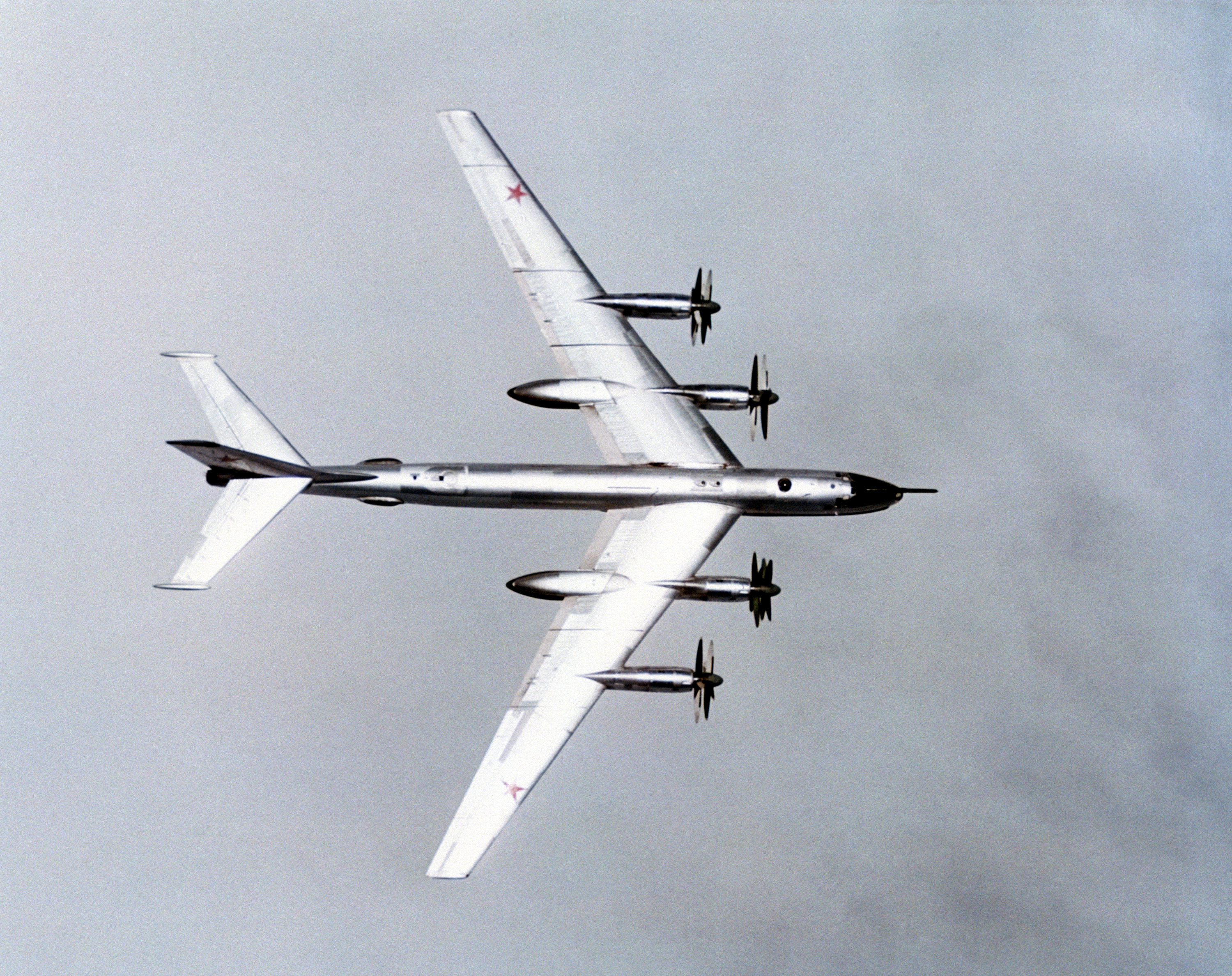
Розмах крил

## Історія експлуатації

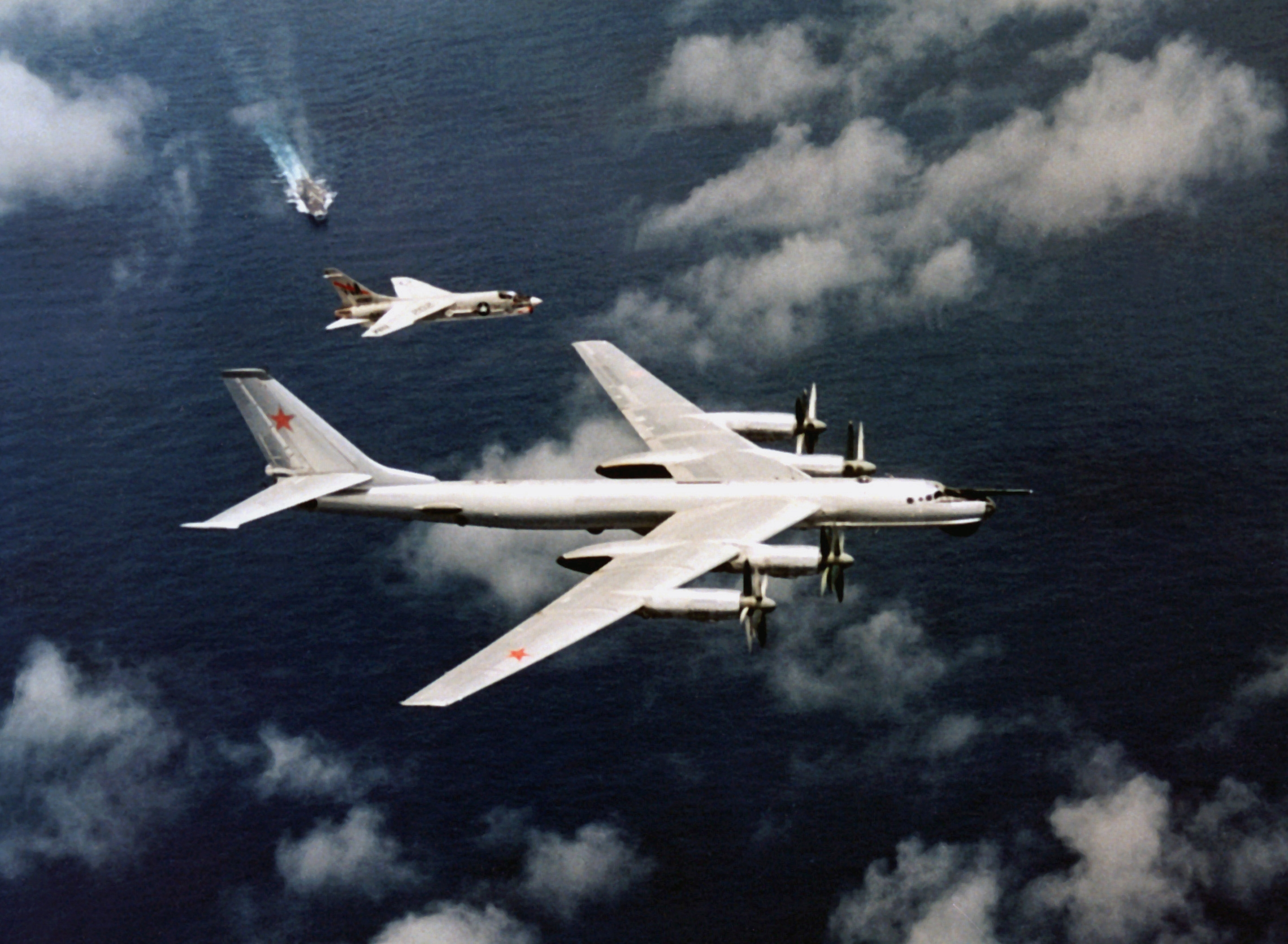
Радянський бомбардувальник Ту-95 у супроводі Vought F-8 Crusader пролітає над авіаносцем USS Oriskany, 25 травня 1974.

Стратегічні бомбардувальники Ту-95/Ту-95МС експлуатувались у частинах стратегічної авіації СРСР з 1956 року. Основними авіабазами дислокації для Ту-95 в СРСР були :
- 43 ЦБП и ПЛС, Дягілєво — 54°38′30″ пн. ш. 39°34′18″ сх. д. / 54.64167° пн. ш. 39.57167° сх. д.
- 49 ТБАП, Дягілєво, Ту-95МС, Ту-95У — 54°38′30″ пн. ш. 39°34′18″ сх. д. / 54.64167° пн. ш. 39.57167° сх. д.
- 1006 ТБАП, Узин, Ту-95МС, Ту-95 — 49°47′19.88″ пн. ш. 30°26′5.20″ сх. д. / 49.7888556° пн. ш. 30.4347778° сх. д.
- 182 гв. ТБАП, Моздок, Ту-95МС
- 1223 ТБАП, Семипалатинськ, Ту-95МС, Ту-95М
- 1226 ТБАП, Семипалатинськ, Ту-95МС
- 40 гв. ТБАП, Українка, Ту-95К, Ту-95КМ — 51°10′12″ пн. ш. 128°26′42″ сх. д. / 51.17000° пн. ш. 128.44500° сх. д.
- 79 гв. ТБАП, Українка, Ту-95К, Ту-95К — 51°10′12″ пн. ш. 128°26′42″ сх. д. / 51.17000° пн. ш. 128.44500° сх. д.
- 304 ОДРАП, Хороль, Ту-95РЦ
- 392 ОДРАП, Федотово, Ту-95РЦ.

Після розпаду СРСР в 1991 році Ту-95, окрім Росії, дісталися Казахстану та Україні. Ту-95 з Казахстану вдалося перегнати до Росії, а Україна експлуатувала свої Ту-95 до 2001 року.
Росія після розпаду СРСР переживала тяжкі фінансові часи, тому польоти стратегічної авіації в цій країні було призупинено. Лише в 2007 році російське керівництво після 15-тирічної перерви відновило польоти стратегічної авіації.

### Озброєння
В модернізованій версії ракетоносця Ту-95 у модифікації МСМ було здійснено підвищення його бойових можливостей. Актуальна версія ракетоносця може нести на борту 6 ракет Х-55, Х-555, що знаходяться в барабані. Ще 8 ракет Х-101 бомбардувальник несе на пілонах під крилами, але після модернізації їхня кількість збільшилася до 12. Таким чином, всього, модернізований ракетоносець Ту-95МСМ зможе нести 18 ракет.
Гарматне: 3х2хАМ-23/2хГШ-23.
Інше: вільнопадаючі (в т.ч. ядерні) авіаційні бомби до 9 тонн.
Єдиний екземпляр модифікації Ту-95В застосовувався для доставлення найпотужнішої термоядерної бомби.

## Бойове застосування

#### Інтервенція Росії в Сирію
17 листопада 2015 року літаки Ту-95 вперше взяли участь у бойових діях, виконавши дальні авіаудари в рамках російської військової інтервенції в Сирії.
17 листопада 2016 року Ту-95МС здійснили перше бойове застосування, запустивши крилаті ракети Х-101 по кількох позиціях антиасадівських повстанців у Сирії.
5 липня 2017 року стратегічні ракетоносці Ту-95МС, що злетіли з аеродрому Енгельс, долетіли до Сирії з дозаправкою в повітрі та завдали удару по складах і командному пункту бойовиків ІД новітніми крилатими ракетами Х-101. Атаку було здійснено з відстані близько 1000 км до цілі.

### Російсько-українська війна
11 березня 2022 року під час російського вторгнення в Україну не менше шести літаків Ту-95МС здійснили пуск близько десяти крилатих ракет по Дніпру, Івано-Франківську та Луцьку.
Вдень 23 квітня 2022 року з другої до третьої години літаками стратегічної авіації ТУ-95 Росії з акваторії Каспійського моря було запущено декілька крилатих ракет (попередньо, Х-555 або Х-101). Дві з них збито підрозділами ППО України. Також збито два російських БПЛА оперативно-тактичного рівня, які імовірно здійснювали корекцію польоту крилатих ракет та ставили активні перешкоди засобам протиповітряної оборони Повітряних сил Збройних сил України. Однак кілька ракет збити не вдалось і вони уразили один військовий об'єкт та житловий будинок в Одесі. Відомо про щонайменш п'ятеро загиблих.
5 грудня 2022 року російські військові збирались здійснити черговий масовий обстріл української інфраструктури. Та рано-вранці на авіабази стратегічної авіації «Енгельс» і «Дягілєво» прилетіли й вибухнули невстановлені БПЛА. Внаслідок ударів на землі залишились кілька стратегічних ракетоносців, у випадку Дягілєво — Ту-22М3 споряджений ракетою Х-22, а в «Енгельс» лишився стояти на землі один Ту-95МС. На оприлюднених наступного дня супутникових знімках він стояв над розлитою пожежною піною. Таким чином було вперше пошкоджено (або знищено) літак цього типу в бойових умовах.
Згодом, того ж дня, орієнтовно вісім Ту-95МС з району Каспійського моря та Волгодонську Ростовської області здійснили пуски 38 крилатих ракет Х-101/Х-555.
Станом на 7 червня 2025 року редактори Oryx Blog знайшли фото чи відео підтвердження безповоротної втрати Росією 7 літаків Ту-95МС, ще 1 отримав пошкодження

## Втрати під час вторгнення в Україну
| №  | Дата          | Місце                                       | Коментар |
| -- | ------------- | ------------------------------------------- | --- |
| 1  | 5 грудня 2022 | Авіабаза «Енгельс», Саратовська область, РФ | Атака на аеродром безпілотників невідомого типу, вибухом серйозно було пошкоджено обшивку корпусу двох літаків |
| 2  | 5 грудня 2022 | Авіабаза «Енгельс», Саратовська область, РФ | Атака на аеродром безпілотників невідомого типу, вибухом серйозно було пошкоджено обшивку корпусу двох літаків |
| 3  | 1 червня 2025 | Авіабаза «Оленья», Мурманська область, РФ   | Служба безпеки України провела спецоперацію зі знищення бомбардувальної авіації в тилу РФ. На 2 червня 2025 року відомо про знищення 8 бомбардувальників Ту-95МС. Нові супутникові знімки підтвердили ураження ще чотирьох бомбардувальників Ту-95 на авіабазі «Біла». Для фіксації наслідків удару було використано супутник з радаром із синтезованою апертурою, що дозволило зробити якісні знімки незалежно від погодних умов або часу доби. 4 червня 2025 року Служба безпеки України опублікувала кадри роботи дронів по ворожим авіабазам - Авіабаза «Біла» дрони уразили чотири стратегічних бомбардувальників Ту-95МС / Ту-95МСМ. Серед яких був уражений стратегічний бомбардувальник б/н 22/1 RF-94120 «Козельск» мод. Ту-95МСМ, що входить до складу 184-го важкого бомбардувального авіаполку. - Авіабаза «Оленья» ураження чотирьох стратегічних бомбардувальників Ту-95МС / Ту-95МСМ. На кадрах зафіксовано ураження іменних стратегічних бомбардувальників з бортовими номерами: б/н 14 RF-94132 «Воронеж» мод. Ту-95МСМ, б/н 22 RF-94257 «Челябинск» та б/н 27 RF-94117 «Изборск» мод. Ту-95МСМ. Борти б/н 14 та б/н 27 входили до складу 184-го важкого бомбардувального авіаполку. Борт б/н 22 належав 43-му центру бойового застосування та перенавчання льотного складу. |
| 4  | 1 червня 2025 | Авіабаза «Оленья», Мурманська область, РФ   | Служба безпеки України провела спецоперацію зі знищення бомбардувальної авіації в тилу РФ. На 2 червня 2025 року відомо про знищення 8 бомбардувальників Ту-95МС. Нові супутникові знімки підтвердили ураження ще чотирьох бомбардувальників Ту-95 на авіабазі «Біла». Для фіксації наслідків удару було використано супутник з радаром із синтезованою апертурою, що дозволило зробити якісні знімки незалежно від погодних умов або часу доби. 4 червня 2025 року Служба безпеки України опублікувала кадри роботи дронів по ворожим авіабазам - Авіабаза «Біла» дрони уразили чотири стратегічних бомбардувальників Ту-95МС / Ту-95МСМ. Серед яких був уражений стратегічний бомбардувальник б/н 22/1 RF-94120 «Козельск» мод. Ту-95МСМ, що входить до складу 184-го важкого бомбардувального авіаполку. - Авіабаза «Оленья» ураження чотирьох стратегічних бомбардувальників Ту-95МС / Ту-95МСМ. На кадрах зафіксовано ураження іменних стратегічних бомбардувальників з бортовими номерами: б/н 14 RF-94132 «Воронеж» мод. Ту-95МСМ, б/н 22 RF-94257 «Челябинск» та б/н 27 RF-94117 «Изборск» мод. Ту-95МСМ. Борти б/н 14 та б/н 27 входили до складу 184-го важкого бомбардувального авіаполку. Борт б/н 22 належав 43-му центру бойового застосування та перенавчання льотного складу. |
| 5  | 1 червня 2025 | Авіабаза «Оленья», Мурманська область, РФ   | Служба безпеки України провела спецоперацію зі знищення бомбардувальної авіації в тилу РФ. На 2 червня 2025 року відомо про знищення 8 бомбардувальників Ту-95МС. Нові супутникові знімки підтвердили ураження ще чотирьох бомбардувальників Ту-95 на авіабазі «Біла». Для фіксації наслідків удару було використано супутник з радаром із синтезованою апертурою, що дозволило зробити якісні знімки незалежно від погодних умов або часу доби. 4 червня 2025 року Служба безпеки України опублікувала кадри роботи дронів по ворожим авіабазам - Авіабаза «Біла» дрони уразили чотири стратегічних бомбардувальників Ту-95МС / Ту-95МСМ. Серед яких був уражений стратегічний бомбардувальник б/н 22/1 RF-94120 «Козельск» мод. Ту-95МСМ, що входить до складу 184-го важкого бомбардувального авіаполку. - Авіабаза «Оленья» ураження чотирьох стратегічних бомбардувальників Ту-95МС / Ту-95МСМ. На кадрах зафіксовано ураження іменних стратегічних бомбардувальників з бортовими номерами: б/н 14 RF-94132 «Воронеж» мод. Ту-95МСМ, б/н 22 RF-94257 «Челябинск» та б/н 27 RF-94117 «Изборск» мод. Ту-95МСМ. Борти б/н 14 та б/н 27 входили до складу 184-го важкого бомбардувального авіаполку. Борт б/н 22 належав 43-му центру бойового застосування та перенавчання льотного складу. |
| 6  | 1 червня 2025 | Авіабаза «Оленья», Мурманська область, РФ   | Служба безпеки України провела спецоперацію зі знищення бомбардувальної авіації в тилу РФ. На 2 червня 2025 року відомо про знищення 8 бомбардувальників Ту-95МС. Нові супутникові знімки підтвердили ураження ще чотирьох бомбардувальників Ту-95 на авіабазі «Біла». Для фіксації наслідків удару було використано супутник з радаром із синтезованою апертурою, що дозволило зробити якісні знімки незалежно від погодних умов або часу доби. 4 червня 2025 року Служба безпеки України опублікувала кадри роботи дронів по ворожим авіабазам - Авіабаза «Біла» дрони уразили чотири стратегічних бомбардувальників Ту-95МС / Ту-95МСМ. Серед яких був уражений стратегічний бомбардувальник б/н 22/1 RF-94120 «Козельск» мод. Ту-95МСМ, що входить до складу 184-го важкого бомбардувального авіаполку. - Авіабаза «Оленья» ураження чотирьох стратегічних бомбардувальників Ту-95МС / Ту-95МСМ. На кадрах зафіксовано ураження іменних стратегічних бомбардувальників з бортовими номерами: б/н 14 RF-94132 «Воронеж» мод. Ту-95МСМ, б/н 22 RF-94257 «Челябинск» та б/н 27 RF-94117 «Изборск» мод. Ту-95МСМ. Борти б/н 14 та б/н 27 входили до складу 184-го важкого бомбардувального авіаполку. Борт б/н 22 належав 43-му центру бойового застосування та перенавчання льотного складу. |
| 7  | 1 червня 2025 | Авіабаза «Біла», Іркутська область, РФ      | Служба безпеки України провела спецоперацію зі знищення бомбардувальної авіації в тилу РФ. На 2 червня 2025 року відомо про знищення 8 бомбардувальників Ту-95МС. Нові супутникові знімки підтвердили ураження ще чотирьох бомбардувальників Ту-95 на авіабазі «Біла». Для фіксації наслідків удару було використано супутник з радаром із синтезованою апертурою, що дозволило зробити якісні знімки незалежно від погодних умов або часу доби. 4 червня 2025 року Служба безпеки України опублікувала кадри роботи дронів по ворожим авіабазам - Авіабаза «Біла» дрони уразили чотири стратегічних бомбардувальників Ту-95МС / Ту-95МСМ. Серед яких був уражений стратегічний бомбардувальник б/н 22/1 RF-94120 «Козельск» мод. Ту-95МСМ, що входить до складу 184-го важкого бомбардувального авіаполку. - Авіабаза «Оленья» ураження чотирьох стратегічних бомбардувальників Ту-95МС / Ту-95МСМ. На кадрах зафіксовано ураження іменних стратегічних бомбардувальників з бортовими номерами: б/н 14 RF-94132 «Воронеж» мод. Ту-95МСМ, б/н 22 RF-94257 «Челябинск» та б/н 27 RF-94117 «Изборск» мод. Ту-95МСМ. Борти б/н 14 та б/н 27 входили до складу 184-го важкого бомбардувального авіаполку. Борт б/н 22 належав 43-му центру бойового застосування та перенавчання льотного складу. |
| 8  | 1 червня 2025 | Авіабаза «Біла», Іркутська область, РФ      | Служба безпеки України провела спецоперацію зі знищення бомбардувальної авіації в тилу РФ. На 2 червня 2025 року відомо про знищення 8 бомбардувальників Ту-95МС. Нові супутникові знімки підтвердили ураження ще чотирьох бомбардувальників Ту-95 на авіабазі «Біла». Для фіксації наслідків удару було використано супутник з радаром із синтезованою апертурою, що дозволило зробити якісні знімки незалежно від погодних умов або часу доби. 4 червня 2025 року Служба безпеки України опублікувала кадри роботи дронів по ворожим авіабазам - Авіабаза «Біла» дрони уразили чотири стратегічних бомбардувальників Ту-95МС / Ту-95МСМ. Серед яких був уражений стратегічний бомбардувальник б/н 22/1 RF-94120 «Козельск» мод. Ту-95МСМ, що входить до складу 184-го важкого бомбардувального авіаполку. - Авіабаза «Оленья» ураження чотирьох стратегічних бомбардувальників Ту-95МС / Ту-95МСМ. На кадрах зафіксовано ураження іменних стратегічних бомбардувальників з бортовими номерами: б/н 14 RF-94132 «Воронеж» мод. Ту-95МСМ, б/н 22 RF-94257 «Челябинск» та б/н 27 RF-94117 «Изборск» мод. Ту-95МСМ. Борти б/н 14 та б/н 27 входили до складу 184-го важкого бомбардувального авіаполку. Борт б/н 22 належав 43-му центру бойового застосування та перенавчання льотного складу. |
| 9  | 1 червня 2025 | Авіабаза «Біла», Іркутська область, РФ      | Служба безпеки України провела спецоперацію зі знищення бомбардувальної авіації в тилу РФ. На 2 червня 2025 року відомо про знищення 8 бомбардувальників Ту-95МС. Нові супутникові знімки підтвердили ураження ще чотирьох бомбардувальників Ту-95 на авіабазі «Біла». Для фіксації наслідків удару було використано супутник з радаром із синтезованою апертурою, що дозволило зробити якісні знімки незалежно від погодних умов або часу доби. 4 червня 2025 року Служба безпеки України опублікувала кадри роботи дронів по ворожим авіабазам - Авіабаза «Біла» дрони уразили чотири стратегічних бомбардувальників Ту-95МС / Ту-95МСМ. Серед яких був уражений стратегічний бомбардувальник б/н 22/1 RF-94120 «Козельск» мод. Ту-95МСМ, що входить до складу 184-го важкого бомбардувального авіаполку. - Авіабаза «Оленья» ураження чотирьох стратегічних бомбардувальників Ту-95МС / Ту-95МСМ. На кадрах зафіксовано ураження іменних стратегічних бомбардувальників з бортовими номерами: б/н 14 RF-94132 «Воронеж» мод. Ту-95МСМ, б/н 22 RF-94257 «Челябинск» та б/н 27 RF-94117 «Изборск» мод. Ту-95МСМ. Борти б/н 14 та б/н 27 входили до складу 184-го важкого бомбардувального авіаполку. Борт б/н 22 належав 43-му центру бойового застосування та перенавчання льотного складу. |
| 10 | 1 червня 2025 | Авіабаза «Біла», Іркутська область, РФ      | Служба безпеки України провела спецоперацію зі знищення бомбардувальної авіації в тилу РФ. На 2 червня 2025 року відомо про знищення 8 бомбардувальників Ту-95МС. Нові супутникові знімки підтвердили ураження ще чотирьох бомбардувальників Ту-95 на авіабазі «Біла». Для фіксації наслідків удару було використано супутник з радаром із синтезованою апертурою, що дозволило зробити якісні знімки незалежно від погодних умов або часу доби. 4 червня 2025 року Служба безпеки України опублікувала кадри роботи дронів по ворожим авіабазам - Авіабаза «Біла» дрони уразили чотири стратегічних бомбардувальників Ту-95МС / Ту-95МСМ. Серед яких був уражений стратегічний бомбардувальник б/н 22/1 RF-94120 «Козельск» мод. Ту-95МСМ, що входить до складу 184-го важкого бомбардувального авіаполку. - Авіабаза «Оленья» ураження чотирьох стратегічних бомбардувальників Ту-95МС / Ту-95МСМ. На кадрах зафіксовано ураження іменних стратегічних бомбардувальників з бортовими номерами: б/н 14 RF-94132 «Воронеж» мод. Ту-95МСМ, б/н 22 RF-94257 «Челябинск» та б/н 27 RF-94117 «Изборск» мод. Ту-95МСМ. Борти б/н 14 та б/н 27 входили до складу 184-го важкого бомбардувального авіаполку. Борт б/н 22 належав 43-му центру бойового застосування та перенавчання льотного складу. |

## Ту-95 в Збройних Силах України

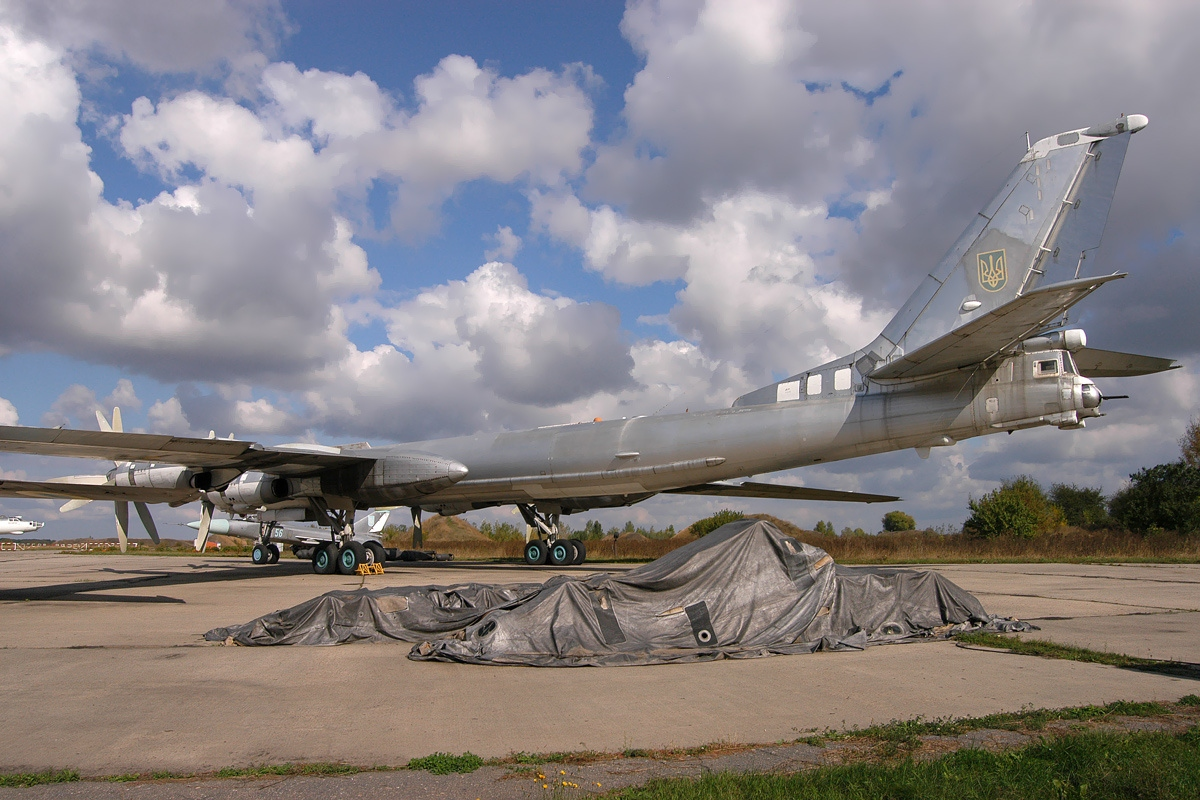
Ту-95МС в Полтавському музеї дальньої авіації.

Коли в 1991 році Радянський Союз розпався, Україна отримала у спадок стратегічні бомбардувальники Ту-95МС та Ту-142. На озброєнні 1006-го важкого бомбардувального авіаполку перебували Ту-95МС. У 1998 році Україна розпочала знищення успадкованих стратегічних бомбардувальників на виділені США за програмою Нанна-Лугара кошти, але після переговорів Україна передала Росії вісім Ту-160 і три Ту-95MC (і партію крилатих ракет) в обмін на списання частини боргу за газ. Три літаки Ту-95МС, один з яких зараз виконує роль музейного експонату у Полтавському музеї дальньої авіації, залишилися в Україні, решту — утилізовано.

## Оператори
Поточні
 Росія — 31 Ту-95МС і 27 Ту-95МСМ на озброєнні, станом на початок 2025 року.
Колишні
- СРСР
- Україна — на озброєнні 1006 ВБАП перебували Ту-95МС.

## Варіанти та модифікації

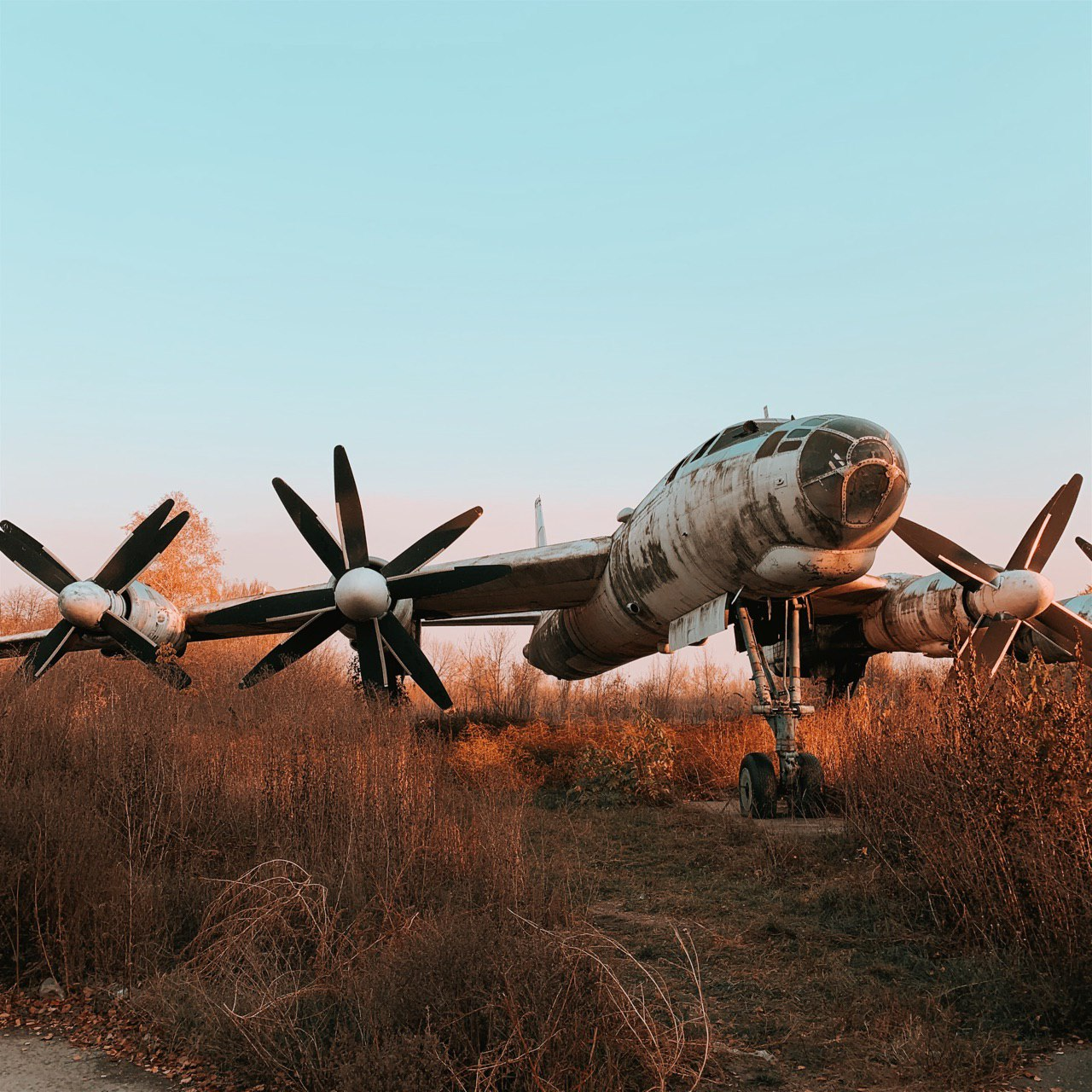
Радянський бомбардувальник Ту-95У на аеродромі Узин.

- «95-1» — дослідний зразок з ТГД 2ТВ-2Ф (1952);
- «95-2» — дослідний зразок з ТГД ТВ-12 (1955);
- Ту-95 (видавництво «В», Bear-A за класифікацією НАТО) — серійна модифікація стратегічного бомбардувальника з бомбовим озброєнням, побудована на базі другого дослідного літака " 95 / 1 "(1955);
- Ту-95 замовлення 244 — серійний Ту-95М зі збільшеним запасом палива;
- Ту-95A (Bear-A) — стратегічний бомбардувальник — носій ядерної зброї зі спеціальною забарвленням, системою обігріву та термоізоляцією бомбового відсіку, світлозахисними шторками для екіпажу (1956);
- Ту-95К (виріб «ВК», Bear-B) — бомбардувальник-носій надзвукових крилатих ракет Х-20, що входять в комплекс К-20 (1956);

- Ту-95У — (виріб «ВУ») навчальна модифікація літака Ту-95 і Ту-95М;
- Ту-95КУ — (виріб «СКУ») навчальна модифікація літака Ту-95К, що використовувалась для навчання екіпажів застосування комплексу К-20 з крилатими ракетами Х-20 (1956);
- Ту-96 — дослідний зразок висотного стратегічного бомбардувальника; модифікація Ту-95 з додатковими висотними турбогвинтовими двигунами ТВ-16 і збільшеною площею крила. Заводські випробування літака проводилися з невисотних двигунами ТВ-12 в 1955—1956.
- Ту-95Н — (замовлення 236) літак-носій стратегічного бомбардувальника підвісної РС розробки КБ П. В. Цибін (1956);
- Ту-116 — серійний бомбардувальник Ту-95, переобладнаний в дальній пасажирський літак, що використовувався для літерних рейсів (1956);
- Ту-95М — (виріб «ВМ») серійна модифікація стратегічного бомбардувальника з двигунами НК-12М, побудовано 19 машин (1957);
- Ту-95М-5 — дослідна машина — носій КР КСР-5;
- Ту-95В — (замовлення 242) переобладнаний серійний Ту-95, призначений для випробувань надпотужної (50-100 Мт) термоядерної бомби (1959);
- Ту-95КД — (вид. «ВКД») модифікація моделі Ту-95К — бомбардувальника-носія крилатих ракет Х-20 — додатково обладнана системою дозаправки в повітрі (1961);
- Ту-95РЦ (виріб «ВЦ», Bear-D) — розвідник-цілевказівник для потреб ВМФ, побудовано 53 машини (1962);
- Ту-95МР (виріб «ВР», Bear-E) — стратегічний розвідник, побудовано 4 машини (1964);
- Ту-95КМ (виріб «ВКМ», Bear-C) —  модернізований і переозброєння на КР Х-20М варіант бомбардувальника Ту-95КД з оновленим БРЕО (1968);
- Ту-95К-22 (виріб «ВК-22») — модифікація серійних Ту-95КМ в носії КР Х-22, ракетний комплекс К-95-22;

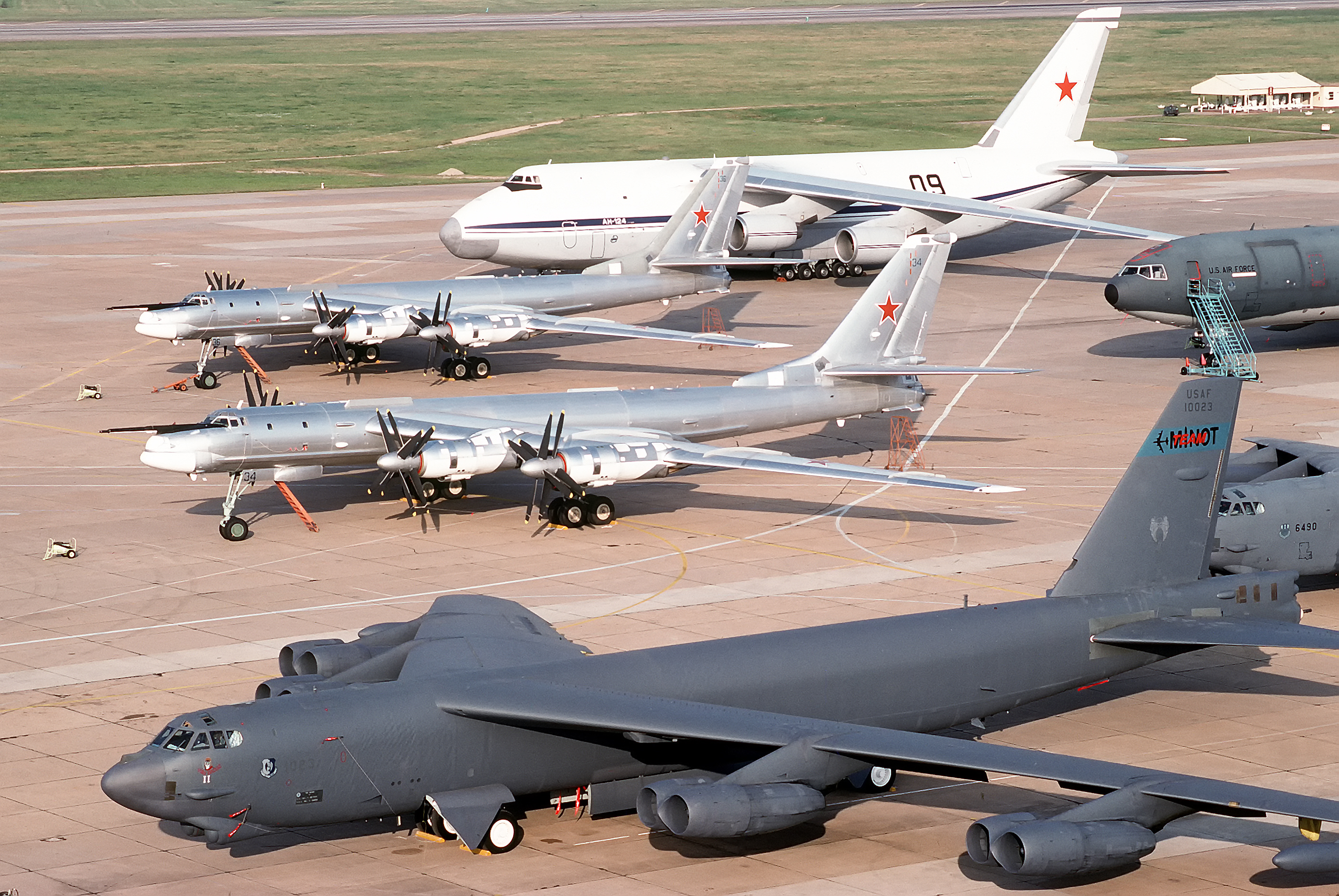
Ту-95МС поблизу B-52H, 1 травня 1992 року, авіабаза Барксдейл, США

- Ту-95МС (виріб «ВП-021»,Ту-95МС-6,Ту-95МС-16), за класифікацією НАТО Bear-H —  літаки-носії крилатих ракет Х-55 (1979 і пізніше). Створений на базі Ту-142 МК;
  - Ту-95МСМ — модернізація Ту-95МС-16 із заміною двигунів на модифікацію НК-12МВМ з гвинтами АВ-60Т. Модернізація бортового комплексу оборони («Метеор-НМ2»). Встановлення нової навігаційної обчислювальної системи НВС-021М, комплексної системи управління КСУ-021, системи відображення інформації СОІ-021, астронавігаційної системи АНС-2009, радіолокаційної станції «Новелла-НВ1.021». На літак можлива підвіска 8 ракет Х-101 або Х-102 на зовнішніх пілонах (зовнішня відмінність Ту-95МСМ від попередників). Перший літак бортовий номер 20к, реєстрація RF-94122 («Дубна»), був готовий восени 2015 року; проходить випробування (станом на 2023 рік)[27];
- Ту-95МА — дослідний зразок для випробування перспективних ракет на базі Ту-95МС;
- Ту-95М-55 — перероблений з Ту-95М-5 в літаючу лабораторію з доведення комплексу Ту-95МС з ракетами Х-55.
- Ту-95ЛАЛ (замовлення 247) — перероблений з Ту-95М в літаючу лабораторію за програмою створення літака з ядерною силовою установкою. На літаку відпрацьовувалася біологічний захист екіпажу від радіації;
- Ту-119 (проєкт) — літаюча лабораторія, літак з двома експериментальними ядерними силовими установками НК-14А і двома штатними НК-12М, в рамках створення протичовнового літака з ЯСУ (1974). Див також: Атомоліт;

Один літак Ту-95КМ був перероблений в носій експериментального прототипу МіГ-105 проєкту авіаційно-космічної системи «Спіраль».
В результаті глибокої модернізації бомбардувальника Ту-95 були створені наступні літаки:
- Ту-114 («Cleat») — пасажирський літак (1960);
- Ту-116 — (він же Ту-114Д) — пасажирський літак (1956);
- Ту-126 (виріб «Л»,«Moss») — літак ДРЛВ (1962);
- Ту-142 (виріб «ВП»,«Bear-F») — протичовновий літак далекого радіуса дії, створений на базі Ту-95РЦ (1963).

## Тактико-технічні характеристики

Схема Ту-95МС в 3 проекціях

Джерела даних: Combat Aircraft since 1945, Tupolev Tu-95 Bear, Мілітарний
| ТТХ Ту-95 різних модифікацій                      |                  |                  |                  |                    |                  |                    |                    |                    |
|                                                   | 95-1 (прототип)  | 95-2 (прототип)  | Ту-95            | Ту-95М             | Ту-95К           | Ту-95КМ            | Ту-95РЦ            | Ту-95МС            |
| Технічні характеристики                           |                  |                  |                  |                    |                  |                    |                    |                    |
| Екіпаж                                            | 9                | 9                | 9                | 9                  | 9                | 9                  | 9                  | 7                  |
| Довжина, м                                        | 44,35            | 44,35            | 46,17            | 46,17              | 46,9             | 46,8               | 46,9               | 49,09              |
| Розмах крил, м                                    | 49,8             | 50,04            | 50,04            | 50,04              | 50,04            | 50,04              | 50,04              | 50,04              |
| Площа крила, м²                                   | н/д              | 284,9            | 283,7            | 283,7              | 283,7            | 283,7              | 283,7              | 289,9              |
| Коефіцієнт видовження крила:                      | 8,7              | н/д              | 8,83             | 8,83               | 8,83             | 8,83               | 8,83               | 8,84               |
| Маса порожнього, кг                               | 86 300           | 75 100           | 83 100           | 84 300             | 88 000           | до 90 000          | 85 500             | до 98 500          |
| Максимальна злітна маса, кг                       | 156 000          | 167 200          | 172 000          | 182 000            | 182 000          | 182 000            | 182 000            | 185 000            |
| Маса палива, кг                                   | до 60 000        | 84 440           | 80 730           | 89 530             | до 80 000        | до 80 000          | н/д                | 87 000             |
| Силова установка                                  | 4 × 2ТВ-2Ф       | 4 × НК-12        | 4 × НК-12        | 4 × НК-12М         | 4 × НК-12        | 4 × НК-12МВ        | 4 × НК-12МВ        | 4 × НК-12МП        |
| Потужність двигуна, кВт (к. с.)                   | 4 × 8948 (12000) | 4 × 8948 (12000) | 4 × 8948 (12000) | 4 × 11 185 (15000) | 4 × 8948 (12000) | 4 × 11 185 (15000) | 4 × 11 185 (15000) | 4 × 11 185 (15000) |
| Льотні характеристики                             |                  |                  |                  |                    |                  |                    |                    |                    |
| Максимальна швидкість, км/год                     | 945              | 880              | 890              | 905                | 860              | 860                | 910                | 830                |
| Крейсерська швидкість, км/год                     | н/д              | 750              | 750              | 720—750            | 750              | 750                | 680—770            | до 700             |
| Практична дальність, км                           | 15 200           | 13 900           | 12 100           | 13 200             | 12 500           | до 11 000          | 13 460             | 10 500             |
| Бойовий радіус, км                                | н/д              | н/д              | н/д              | н/д                | 6340             | 6340               | н/д                | н/д                |
| Практична стеля, м                                | 13 700           | 12 500           | 11 800           | 11 900             | 11 600           | 11 600             | 10 300             | 10 500             |
| Навантаження на крило, кг/м²                      | 548              | н/д              | 606              | 642                | 642              | 642                | 642                | 638                |
| Довжина розбігу, м                                | 1580             | 2300             | 2350             | 2730               | 2380             | 2780               | н/д                | 2540               |
| Довжина пробігу, м                                | 1370             | н/д              | 1500             | 1500               | 1700             | 1700               | н/д                | н/д                |
| Озброєння                                         |                  |                  |                  |                    |                  |                    |                    |                    |
| Стрілецько-гарматне                               | 3 × 2×АМ-23      | 3 × 2×АМ-23      | 3 × 2×АМ-23      | 3 × 2×АМ-23        | 3 × 2×АМ-23      | 3 × 2×АМ-23        | 3 × 2×АМ-23        | 2×ГШ-23            |
| Бойове навантаження, кг (нормальне / максимальне) | 5000 / 15 000    | 5000 / 12 000    | 5000 / 12 000    | 5000 / 12 000      | 11 600—11 800    | 11 600—11 800      | —                  | 7800 / 20 800      |

## Аварії
- 8 червня 2015 року Ту-95 загорівся під час зльоту з авіабази Українка, один член екіпажу — загинув[31][32].